# John Charles Burkill
John Charles Burkill FRS (Holt, Norfolk, 1 de fevereiro de 1900 – Sheffield, 6 de abril de 1993) foi um matemático inglês, que trabalhou com análise e introduziu a integral de Burkill.
Obteve um doutorado em 1922. Foi eleito membro da Royal Society em 1953. Recebeu o Prêmio Adams de 1948.